# Klaus Ehl
Klaus Johannes Ehl (ur. 16 sierpnia 1949 w Paderborn) – niemiecki lekkoatleta (sprinter) startujący w barwach RFN, medalista olimpijski z 1972 i halowy mistrz Europy z 1975.
Zdobył brązowy medal w sztafecie 4 × 100 metrów na igrzyskach olimpijskich w 1972 w Monachium. Sztafeta RFN biegła w składzie: Jobst Hirscht, Karlheinz Klotz, Gerhard Wucherer i Ehl na ostatniej zmianie. Na tych samych igrzyskach Ehl odpadł w ćwierćfinale biegu na 100 metrów.
Na mistrzostwach Europy w 1974 w Rzymie Ehl odpadł w półfinale biegu na 100 metrów i w eliminacjach sztafety 4 × 100 metrów.
Zwyciężył w sztafecie 4 × 2 okrążenia na halowych mistrzostwach Europy w 1975 w Katowicach (sztafeta RFN biegła w składzie: Ehl, Franz-Peter Hofmeister, Karl Honz i Hermann Köhler).
Na igrzyskach olimpijskich w 1976 w Montrealu startował tylko w sztafecie 4 × 100 metrów, która w składzie: Ehl, Klaus-Dieter Bieler, Dieter Steinmann i Reinhard Borchert odpadła w półfinale.
Ehl był mistrzem RFN w biegu na 100 metrów w 1975, mistrzem w biegu na 200 metrów w 1975 i brązowym medalistą w 1972, a także mistrzem w sztafecie 4 × 100 metrów w latach 1973-1977. Był również halowym mistrzem Niemiec w sztafecie 4 × 400 metrów w 1973 i 1974 oraz brązowym medalistą w hali w biegu na 60 metrów w 1976 i w biegu na 400 metrów w 1975.